# Dual-Axis Radiographic Hydrodynamics Test Facility

Le DARHT (Dual-Axis Radiographic Hydrodynamics Test) est un outil de radiographie à rayons X pulsé agrandi, installé au Laboratoire national de Los Alamos, situé à Los Alamos dans l'État du Nouveau-Mexique. Il est l'un des éléments nécessaires aux tests de fiabilité de l'arsenal nucléaire des États-Unis, depuis l'arrêt des essais souterrains. Le premier élément est opérationnel depuis 2003 et le second depuis 2008.

## Rôle du DARHT
Les tests nécessaires au maintien de l'arsenal nucléaire, permettant notamment de vérifier la bonne tenue au vieillissement des bombes les plus anciennes, sont désormais assurés par des méthodes de simulation informatique. Le DARHT permet de vérifier la validité de ces simulations, et d'en affiner la précision, en comparant leurs résultats avec ceux d'expérimentations « réelles ». 
Les matériaux solides soumis à des pressions et températures particulièrement élevées au cours d'une explosion ne se comportent plus comme des solides, mais comme des liquides ; c'est la raison pour laquelle les expérimentations effectuées sont qualifiées d'hydrodynamiques.
Les expérimentations ne portent pas sur l'explosion nucléaire elle-même, mais sur la phase préalable destinée à comprimer le matériau fissile pour lui faire dépasser la masse critique nécessaire au déclenchement de l'explosion. Pour les besoins de l'expérimentation, on remplace le matériau fissile par un autre matériau dont les propriétés s'en rapprochent le plus possible.
L'utilisation simultanée de deux faisceaux de rayons X produits par deux accélérateurs devrait permettre dès 2008 d'obtenir deux images du phénomène à observer, apportant ainsi des informations tridimensionnelles qu'un seul faisceau est incapable de fournir.
En France, un équipement similaire dénommé Airix est utilisé dans le cadre du programme « Simulation ».

## Principe de fonctionnement

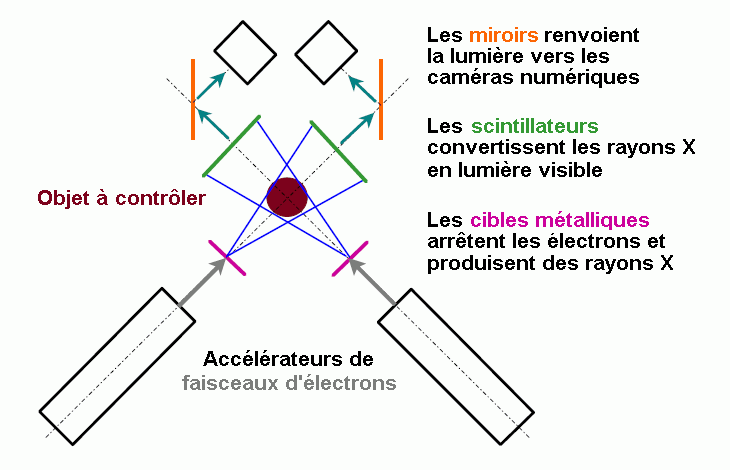
Principe de fonctionnement du DARHT

Le DARHT est composé de deux dispositifs distincts de radiographie, placés à angle droit, destinés à obtenir à la fois une vue « de face » et une vue « de profil » du dispositif expérimental.
Chaque dispositif se compose successivement :
- d'un accélérateur linéaire produisant un faisceau d'électrons d'une énergie de 20 MeV (millions d'électrons-volts)
- d'une cible métallique qui, irradiée par les électrons, produit un faisceau de rayons X de haute énergie
- d'une enceinte extrêmement résistante dans laquelle est placé le dispositif expérimental à radiographier
- d'un système scintillateur, destiné à transformer les rayons X en lumière visible
- d'un système optique à miroirs permettant le renvoi des images obtenues vers une caméra numérique, afin d'en effectuer le traitement informatique.